# Werewolf of London

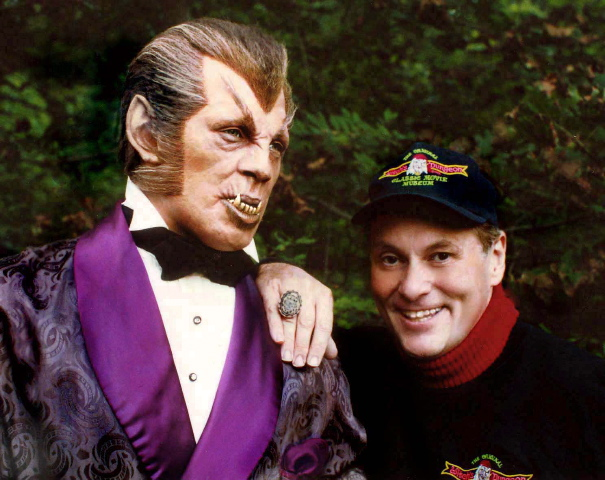
Personagem principal e ator

Werewolf of London (br: O Lobisomem de Londres) é um filme de terror produzido nos Estados Unidos pela Universal Pictures em 1935, dirigido por Stuart Walker.
Foi o primeiro filme de Lobisomem famoso de Hollywood.

## Sinopse
Apesar de avisos de perigo na região, o botânico Wilfred Glendon (Henry Hull) viaja ao Tibete à procura da Marifasa Lupina, uma flor rara que só floresce durante o luar. De volta a Londres, Glendon é visitado pelo enigmático Dr. Yogami (Warner Oland), que conta que dois lobisomens são responsáveis por uma atual série de assassinatos. Yogami também alega que o único antídoto é a flor Marifasa, que impede que os Lobisomens machuquem aqueles que amam. Glendon ridiculariza as histórias de Yogami até a chegada da próxima lua cheia!

## Elenco
- Henry Hull...Dr. Wilfred Glendon
- Warner Oland...Dr. Yogami
- Valerie Hobson...Lisa Glendon
- Lester Matthews...Paul Ames
- Lawrence Grant...Sir Thomas Forsythe
- Spring Byington...Miss Ettie Coombes
- Clark Williams...Hugh Renwick